# Phyllophaga bruneri
Phyllophaga bruneri är en skalbaggsart som beskrevs av Chapin 1932. Phyllophaga bruneri ingår i släktet Phyllophaga och familjen Melolonthidae. Inga underarter finns listade i Catalogue of Life.